# 大瀧詠一の作品一覧
大瀧詠一の作品一覧（おおたきえいいちのさくひんいちらん）は、日本のミュージシャン、大瀧詠一（大滝詠一）の作品の一覧。

## シングル
ナイアガラ・レーベルのエレックレコード時代、1975年の年刊目録に掲載されたのみで未発表に終わったシングル「朝からゴキゲン」（B面は「フッサトラストパート1」、1975年8月1日発売予定、規格品番：NAS-002）があり、本人も1986年11月5日の黒沢進とのインタビューで初めて知った。このシングルは「大滝詠一ナイアガラ・レコード50周年」の2025年、20年ぶりとなる『All About Niagara』の完全リニューアル改訂版刊行に際し、大滝自身も着用していたナイアガラ・ロゴTシャツと、エレック時代の幻のシングル「朝からゴキゲン」の未公開音源による妄想復刻盤レコードが付属したDELUXE EDITIONがECサイト“T-OD”での数量限定予約販売にて、製品化された。

## アルバム
1972年
1. 大瀧詠一 （11月25日）  –  LP:OFL-7

1975年
1. SONGS / SUGAR BABE （4月25日）  –  LP:NAL-0001(NGLP-501, 502-SB)
2. NIAGARA MOON （5月30日）  –  LP:NAL-0002(NGLP-503, 504-OT) ※「君に夢中」のタイトルが「いつも夢中」になっている。
3. 僕は天使ぢゃないよ / あがた森魚・大瀧詠一 （12月5日）  –  LP:OFL-34 ※「びんぼう」「それはぼくじゃないよ」「乱れ髪」収録。

1976年
1. NIAGARA TRIANGLE Vol.1 / ナイアガラ・トライアングル：山下達郎、伊藤銀次、大滝詠一 （3月25日）  –  LP:LQ-7001-E(NGLP-505, 506-NT), CT:CAK-1226-E
2. SONGS / SUGAR BABE （10月25日）  –  LP:LQ-7021-E, CT:CAK-1239-E ※カセット版は「SUGAR」未収録。
3. NIAGARA MOON （10月25日）  –  LP:LQ-7020-E, CT:CAK-1238-E
4. GO! GO! NIAGARA （10月25日）  –  LP:LQ-7011-E(NGLP-507, 508-OT)

1977年
1. NIAGARA CM SPECIAL Vol.1 （3月25日）  –  LP:LZ-7005-E(NGLP-509, 510-CM)
2. 夢で逢えたら / シリア・ポール （6月25日）  –  LP:LX-7017-E(NGLP-511, 512-CP), CT:CAY-1032-E（1977年7月25日）
3. 多羅尾伴内楽團 Vol.1 / 多羅尾伴内楽團 （11月25日）  –  LP:LX-7031-E(NGLP-513, 514-TB)
4. NIAGARA CALENDAR （12月25日）  –  LP:LX-7032-E(NGLP-515, 516-OT), CT:CAY-1059-E（1978年1月25日）

1978年
1. 多羅尾伴内楽團 Vol.2 / 多羅尾伴内楽團 （6月25日）  –  LP:LX-7042-E(NGLP-517, 518-TB), CT:CAY-1080-E ※全編に波の音が入っている。
2. DEBUT （8月25日）  –  LP:LX-7046-E(NGLP-519, 520-OM), CT:CAY-1088-E
3. LET'S ONDO AGAIN / NIAGARA FALLIN' STARS （11月25日）  –  LP:LX-7054-E(NGLP-521, 522-TB)

1980年
1. TATSURO YAMASHITA FROM NIAGARA / 山下達郎 （7月10日）  –  LP:AX-7623-E(NGLP-523, 524-YT), CT:CAY-1188-E

1981年
1. A LONG VACATION （3月21日）  –  LP:27AH 1234(NGLP-523, 524-OT), CT:27KH 959(NGCA-115, 116-OT) ※LPのアーティスト番号が『TATSURO YAMASHITA FROM NIAGARA』と重複。
2. SONGS / SUGAR BABE （4月1日）  –  LP:27AH 1240, CT:27KH 960
3. NIAGARA MOON （4月1日）  –  LP:27AH 1241, CT:27KH 961
4. NIAGARA TRIANGLE Vol.1 / ナイアガラ・トライアングル：山下達郎、伊藤銀次、大滝詠一 （4月1日）  –  LP:27AH 1242, CT:27KH 962
5. GO! GO! NIAGARA （4月1日）  –  LP:27AH 1243, CT:27KH 963
6. NIAGARA CM SPECIAL Vol.1 2nd Issue （4月1日）  –  25cm LP:23AH 1244, CT:23KH 964 ※新曲追加、差し替えにより“2nd Issue”となる。
7. NIAGARA CALENDAR （4月1日）  –  LP:27AH 1245, CT:27KH 965 ※全曲リミックス（1981年MIX）
8. NIAGARA FALL STARS （4月1日）  –  LP:27AH 1246(NGLP-525, 526-OM), CT:27KH 966
9. Sing A LONG VACATION （7月21日）  –  LP:27AH 1290(NGLP-527, 528-TB) ※「さらばシベリア鉄道」を除く、全9曲のインストゥルメンタル・アルバム。1万枚限定、クリア・ヴィニール。
10. NIAGARA VOX （12月2日）  –  9LP:00AH 1381~9 ※27AH 1240~6までの7枚に『MORE NIAGARA FALL STARS』『MORE MORE NIAGARA FALL STARS』の2枚を加えて八曜社版『ALL ABOUT NIAGARA』を加えたボックス・セット。
  - SONGS / SUGAR BABE  –  00AH 1381(NGLP-501, 502-SB) ※27AH 1240と同内容
  - NIAGARA MOON  –  00AH 1382(NGLP-503, 504-OT) ※27AH 1241と同内容
  - NIAGARA TRIANGLE Vol.1 / ナイアガラ・トライアングル：山下達郎、伊藤銀次、大滝詠一  –  00AH 1383(NGLP-505, 506-NT) ※27AH 1242と同内容
  - GO! GO! NIAGARA  –  00AH 1384(NGLP-507, 508-OT) ※27AH 1243と同内容
  - NIAGARA CM SPECIAL Vol.1 2nd Issue  –  00AH 1385(NGLP-509, 510-CM) ※27AH 1244と同内容
  - NIAGARA CALENDAR  –  00AH 1386(NGLP-515, 516-OT) ※27AH 1245と同内容
  - NIAGARA FALL STARS  –  00AH 1387(NGLP-525, 526-OM) ※27AH 1246と同内容、レーベルに“NIAGARA RARE MASTER SERIES Vol.1”のクレジットが入る。
  - MORE NIAGARA FALL STARS  –  00AH 1388(NGLP-529, 530-OM) ※NIAGARA RARE MASTER SERIES Vol.2
  - MORE MORE NIAGARA FALL STARS  –  00AH 1389(NGLP-531, 532-OM) ※NIAGARA RARE MASTER SERIES Vol.3

1982年
1. NIAGARA TRIANGLE Vol.2 / ナイアガラ・トライアングル：佐野元春、杉真理、大滝詠一 （3月21日）  –  LP:28AH 1441(NGLP-533, 534-NT), CT:28KH 1130
2. NIAGARA SONG BOOK / NIAGARA FALL OF SOUND ORCHESTRAL （6月1日）  –  LP:20AH 1444(NGLP-536, 537-TB), CT:20KH 1172
3. NIAGARA CM SPECIAL Vol.2 / NIAGARA CM STARS （10月1日）  –  LP:15AH 1515(NGLP-537, 538-CM), CT:15KH 1217 ※45回転LP。
4. A LONG VACATION （10月1日）  –  CD:35DH 1(NGCD-7-OT)
5. NIAGARA TRIANGLE Vol.2 / ナイアガラ・トライアングル：佐野元春、杉真理、大滝詠一 （10月1日）  –  CD:35DH 2(NGCD-8-NT)
6. NIAGARA SONG BOOK / NIAGARA FALL OF SOUND ORCHESTRAL （11月21日）  –  CD:35DH 12(NGCD-9-TB)
7. アーリー 大瀧詠一 （12月21日）  –  LP:K20A-369, CT:K20H-413 ※ベルウッド・レーベル設立10周年記念としてキングレコードがベルウッド音源を使って再編集したコンピレーション・アルバム。カセット版のみ「五月雨」収録。

1983年
1. A LONG VACATION （8月1日）  –  LP:30AH 1616, CT:33KH 1050 ※マスターサウンド盤
2. NIAGARA CM SPECIAL Special Issue / NIAGARA CM STARS （11月1日）  –  CD:35DH 28(NGCD-10-CM) ※CD用にVol.1、Vol.2を再編集、ヴァージョン違いなどに差し替えられたほか、「Cider'83」を追加したスペシャル版。

1984年
1. EACH TIME （3月21日）  –  LP:28AH 1555(NGLP-539, 540-OT), CT:28KH 1460
2. NIAGARA BLACK VOX （4月1日）  –  5LP:98AH 1701~5 ※CBS/SONY未発売の5枚にガイドブック『NIAGARA RECORD COLLECTING GUIDE』を加えた限定ボックス・セット。
  - 夢で逢えたら / シリア・ポール  –  LP:98AH 1701(NGLP-511, 512-CP) ※オリジナル・マスターをデジタルに起こし、全編にエコーがかけられている。
  - 多羅尾伴内楽團 Vol.1 / 多羅尾伴内楽團  –  LP:98AH 1702(NGLP-513, 514-TB) ※オリジナル・マスターをデジタルに起こし、全編にエコーがかけられている。
  - 多羅尾伴内楽團 Vol.2 / 多羅尾伴内楽團  –  LP:98AH 1703(NGLP-517, 518-TB) ※オリジナル・マスターをデジタルに起こし、全編にエコーがかけられている。波の音は入っていない。
  - DEBUT  –  LP:98AH 1704(NGLP-519, 520-OM) ※オリジナル・マスターをデジタルに起こした音源が使用されている。
  - LET'S ONDO AGAIN / NIAGARA FALLIN' STARS  –  LP:98AH 1705(NGLP-521, 522-TB) ※オリジナル・マスターをデジタルに起こし、全編にエコーがかけられているが、リミックスに差し替えられた曲がある。コロムビア盤未収録だった「河原の石川五右衛門」を収録。
3. EACH TIME （4月21日）  –  LP:30AH 1617, CT:33KH 1470 ※マスターサウンド盤
4. EACH TIME （6月1日）  –  CD:35DH 78
5. NIAGARA SONG BOOK 2 / NIAGARA FALL OF SOUND ORCHESTRAL （6月1日）  –  LP:23AH 1777(NGLP-541, 542-TB), CT:23KH 1555
6. NIAGARA SONG BOOK 2 / NIAGARA FALL OF SOUND ORCHESTRAL （6月10日）  –  CD:35DH 111(NGCD-12-TB) ※「レイクサイドストーリー」がエンディング付きで収録（CD用マスター使用）。

1985年
1. B-EACH TIME L-ONG （6月1日）  –  CD:32DH 250(NGCD-7-OM), CT:28KH 1700(NGCA-127, 128-OM) ※全曲、演奏の前にストリングスが入り、3曲がリミックスされている。
2. アーリー 大瀧詠一 （11月21日）  –  CD:K32X-65 ※K20A-369に7曲追加されたほか、CD用にジャケットが新しくなる。
3. SNOW TIME / 大滝詠一、FIORD 7、NIAGARA FALL OF SOUND ORCHESTRAL （12月）  –  CD:XDDH 93001(NGSP-CD-1-OT), LP:XDAH 93047 (NGSP-LP-1-OT) ※冬向きの曲と、未発表インストゥルメンタル・ナンバーを集めたプロモーション用アルバム。ライト・ケース仕様。

1986年
1. SONGS / SUGAR BABE （6月1日）  –  CD:32DH 501(NGCD-8-SB) ※全曲リミックス（1986年MIX）
2. NIAGARA MOON （6月1日）  –  CD:32DH 502(NGCD-9-OT)
3. NIAGARA TRIANGLE Vol.1 / ナイアガラ・トライアングル：山下達郎、伊藤銀次、大滝詠一 （6月1日）  –  CD:32DH 503(NGCD-10-NT) ※5曲は吉田保リミックス、「ココナツ・ホリデイ'76」はエンディングがフェード・アウトする。
4. GO! GO! NIAGARA （6月1日）  –  CD:32DH 504(NGCD-11-OT) ※全曲リミックス（1986年MIX）
5. NIAGARA CALENDAR （6月1日）  –  CD:32DH 505(NGCD-12-OT) ※全曲リミックス（1986年MIX）
6. NIAGARA FALL STARS 2nd Issue （6月1日）  –  CD:32DH 506(NGCD-13-OM) ※CD用に再編集およびリミックスされ“2nd Issue”となる。
7. Complete EACH TIME （6月1日）  –  LP:28AH 2001(NGLP-539, 540-OT), CT:28KH 2001(NGCA-123, 124-OT), CD:32DH 555(NGCD-5-OT) ※『EACH TIME』に2曲が追加され、曲順も変更されたコンプリート版。LPは初回プレスのみヴィニール・パッケージ仕様。CDは『EACH TIME SINGLE VOX』のマスターに2曲追加となっている。
8. NIAGARA CD BOOK I （6月1日）  –  8CD:00DH 401~8 ※32DH 401~6までの6枚に単品市販のない『DAWN IN NIAGARA』『NIAGARA CM SPECIAL Vol.1 2nd Issue』の2枚を加えたCD BOX。バインダー仕様。
  - SONGS / SUGAR BABE  –  00DH 401(NGCD-8-SB) ※32DH 501と同内容
  - NIAGARA MOON  –  00DH 402(NGCD-9-OT) ※32DH 502と同内容
  - NIAGARA TRIANGLE Vol.1 / ナイアガラ・トライアングル：山下達郎、伊藤銀次、大滝詠一  –  00DH 403(NGCD-10-NT) ※32DH 503と同内容
  - GO! GO! NIAGARA  –  00DH 404(NGCD-11-OT) ※32DH 504と同内容
  - NIAGARA CALENDAR  –  00DH 405(NGCD-12-OT) ※32DH 505と同内容
  - NIAGARA FALL STARS 2nd Issue  –  00DH 406(NGCD-13-OM) ※32DH 506と同内容
  - DAWN IN NIAGARA  –  00DH 407(NGCD-14-OM) ※NIAGARA RARE MASTER SERIES Vol.4
  - NIAGARA CM SPECIAL Vol.1 2nd Issue  –  00DH 408(NGCD-15-CM) ※単品市販でCD化されなかった23AH 1244の初CD化

1987年
1. 夢で逢えたら / シリア・ポール （6月21日）  –  CD:32DH 701(NGCD-16-CP) ※全曲リミックス（1987年MIX）、「夢で逢えたら、もう一度」未収録。
2. TARAO BANNAI SPECIAL / 多羅尾伴内楽團 （6月21日）  –  CD:32DH 702(NGCD-17-TB) ※『多羅尾伴内楽團』Vol.1より8曲、同Vol.2より8曲、さらに未発表曲2曲を加えて再編集およびリミックスしたスペシャル版。
3. DEBUT SPECIAL （6月21日）  –  CD:32DH 703(NGCD-18-OM) ※『DEBUT』より4曲（ただしリミックス）、未発表ライブ5曲で構成されたスペシャル版。
4. LET'S ONDO AGAIN SPECIAL / NIAGARA FALLIN' STARS （6月21日）  –  CD:32DH 704(NGCD-19-OM) ※『LET'S ONDO AGAIN』より6曲（ただし別ミックスまたは別ヴァージョン）にノヴェルティ・ソングの提供曲など未発表を含む9曲を加えた新編集・新構成のスペシャル版。
5. NIAGARA BLACK BOOK （6月21日）- 4CD:00DH 601~4 ※32DH 701~4までの4枚のCD BOX。バインダー仕様。
  - 夢で逢えたら / シリア・ポール  –  00DH 601(NGCD-16-CP) ※CD:32DH 701と同内容
  - TARAO BANNAI SPECIAL / 多羅尾伴内楽團  –  00DH 602(NGCD-17-TB) ※CD:32DH 702と同内容
  - DEBUT SPECIAL  –  00DH 603(NGCD-18-OM) ※CD:32DH 703と同内容
  - LET'S ONDO AGAIN SPECIAL / NIAGARA FALLIN' STARS  –  00DH 604(NGCD-19-OM) ※CD:32DH 704と同内容

1989年
1. A LONG VACATION （6月1日）  –  CD:27DH 5300(NGCD-1-OT), CT:27KH 5300(NGCA-1008-OT) ※1989年リマスター、「さらばシベリア鉄道」未収録。
2. NIAGARA TRIANGLE Vol.2 / ナイアガラ・トライアングル：佐野元春、杉真理、大滝詠一 （6月1日）  –  CD:27DH 5301(NGCD-2-NT), CT:27KH 5301 ※1989年リマスター、「A面で恋をして」未収録。
3. NIAGARA SONG BOOK / NIAGARA FALL OF SOUND ORCHESTRAL （6月1日）  –  CD:27DH 5302(NGCD-3-TB), CT:27KH 5302 ※1989年リマスター、「夢で逢えたら」が20秒程長いヴァージョンに差し替えられる。
4. EACH TIME （6月1日）  –  CD:27DH 5303(NGCD-5-OT), CT:27KH 5303 ※1989年リマスター、曲順が新しくなり、2曲差し替わった新構成となる。
5. NIAGARA SONG BOOK 2 / NIAGARA FALL OF SOUND ORCHESTRAL （6月1日）  –  CD:27DH 5304(NGCD-6-TB), CT:27KH 5304 ※1989年リマスター、曲順が新しくなり、2曲が未発表曲差し替えられ、「魔法の瞳」も別ヴァージョンに差し替えられる。
6. B-EACH TIME L-ONG （6月1日）  –  CD:27DH 5305(NGCD-7-OM), CT:27KH 5305(NGCA-1015-OM) ※1989年リマスター、新たに再編集され、2曲がカットされる。

1991年
1. A LONG VACATION （3月21日）  –  CD:CSCL 1661(NGCD-1-OT), MD:SRCY 7320(NGMD-1-OT)（1997年10月22日） ※全10曲のオリジナルに戻る。
2. NIAGARA TRIANGLE Vol.2 / ナイアガラ・トライアングル：佐野元春、杉真理、大滝詠一 （3月21日）  –  CD:CSCL 1662(NGCD-2-NT), MD:SRCY 7321(NGMD-2-NT)（1997年10月22日） ※全13曲のオリジナルに戻る。
3. NIAGARA SONG BOOK / NIAGARA FALL OF SOUND ORCHESTRAL （3月21日）  –  CD:CSCL 1663(NGCD-3-TB), MD:SRCY 7322(NGMD-3-TB)（1997年10月22日） ※オリジナルの内容に戻る。
4. EACH TIME （3月21日）  –  CD:CSCL 1664(NGCD-5-OT), MD:SRCY 7323(NGMD-4-OT)（1997年10月22日） ※オリジナルの内容に戻る、「レイクサイドストーリー」はエンディングがフェード・アウトするヴァージョン。
5. NIAGARA SONG BOOK 2 / NIAGARA FALL OF SOUND ORCHESTRAL （3月21日）  –  CD:CSCL 1665(NGCD-6-TB), MD:SRCY 7324(NGMD-5-TB)（1997年10月22日） ※オリジナルの内容に戻る。ジャケット裏の“Sing-Along with EACH TIME”の表記がなくなる。
6. B-EACH TIME L-ONG （3月21日）  –  CD:CSCL 1666(NGCD-7-OM), MD:SRCY-7325(NGMD-6-OM)（1997年10月22日） ※オリジナルの内容に戻る。
7. EIICHI OHTAKI Song Book I -大瀧詠一作品集 (1980-1985)- （3月21日）  –  CD:CSCL 1667, MD:SRCY 7326（1997年10月22日） ※ソニー在籍時の提供曲を集めたコンピレーション盤。

1994年
1. SONGS / SUGAR BABE （4月10日）  –  CD:AMCM-4118(NGCD-8-SB) ※オリジナル・マスターによる初CD化、ボーナス・トラック7曲追加。

1995年
1. 大瀧詠一 （3月24日）  –  CD:OOCO-1 ※ボーナス・トラック10曲追加
2. NIAGARA CM SPECIAL / NIAGARA CM STARS （3月24日）  –  CD:SRCL 3215(NGCD-0-OM) ※タイトルが“NIAGARA CM SPECIAL”に変更、35DH盤と曲順・収録内容が一部異なる。
3. NIAGARA MOON （3月24日）  –  CD:SRCL 3216(NGCD-2-OT) ※ボーナス・トラック6曲追加
4. NIAGARA TRIANGLE Vol.1 / ナイアガラ・トライアングル：山下達郎、伊藤銀次、大滝詠一 （3月24日）  –  CD:SRCL 3217(NGCD-3-NT) ※オリジナル・マスター初CD化、ボーナス・トラック3曲追加。「ココナツ・ホリデイ'76」はエンディングがフェード・アウトする。
5. EIICHI OHTAKI Song Book II -大瀧詠一作品集 Vol.2 (1971-1988)- （3月24日）  –  CD:VICL-2154 ※1971〜1988年の提供曲・プロデュース曲を集めたコンピレーション盤。小泉今日子「快盗ルビイ」はプロモ・オンリーの“On Air Version”（未表記）。NHK総合テレビ『マルチ・スコープ』のテーマソングが「ゆらりろ」のタイトルでCD化された。

1996年
1. GO! GO! NIAGARA （3月21日）  –  CD:SRCL 3500(NGCD-4-OT) ※実際はリミックスだったが、オリジナル・マスターとの違いがごくわずかな出来だったことから、当初はオリジナル・マスターによる初CD化と公式発表されていた（2006年の30周年記念盤で正式に公表）。ボーナス・トラック4曲追加。
2. NIAGARA CALENDAR （3月21日）  –  CD:SRCL 3501(NGCD-8-OT) ※1981年MIXの初CD化
3. LET'S ONDO AGAIN / NIAGARA FALLIN' STARS （3月21日）  –  CD:SRCL 3502(NGCD-11-TB) ※コロムビア盤未収録だった「河原の石川五右衛門」を収録（『NIAGARA FALL STARS』81年版に収録）、オリジナル・マスター初CD化、ボーナス・トラック1曲追加。
4. SNOW TIME / 大滝詠一、FIORD 7 （3月21日）  –  CD:SRCL 3503(NGCD-20-TB) ※冬向きの曲と、未発表インストゥルメンタル・ナンバーを集めたプロモーション用アルバムのレギュラー化。「レイクサイドストーリー」のインストゥルメンタル・ヴァージョンが「YOKAN」に、「木の葉のスケッチ」が未発表ヴァージョンに差し変えられた。

1997年
1. 夢で逢えたら / シリア・ポール （6月21日）  –  CD:SRCL 3993(NGCD-6-CP) ※オリジナル・マスター初CD化、ボーナス・トラック6曲追加。

2001年
1. A LONG VACATION 20th Anniversary Edition （3月21日）  –  CD:SRCL 5000(NGCD-1-OT/NGCD-21-TB) ※2001年リマスター、ボーナス・トラック9曲（インストゥルメンタル from 『Sing A LONG VACATION』）追加。

2002年
1. NIAGARA TRIANGLE Vol.2 20th Anniversary Edition / ナイアガラ・トライアングル：佐野元春、杉真理、大滝詠一 （3月21日）  –  CD:SRCL 5001(NGCD-2-NT) ※2002年リマスター、ボーナス・トラック6曲追加。

2004年
1. EACH TIME 20th Anniversary Edition （3月21日）  –  CD:SRCL 5002 ※2004年リマスター、『Complete EACH TIME』の11曲にボーナス・トラック3曲追加。

2005年
1. NIAGARA MOON 30th Anniversary Edition （3月21日）  –  CD:SRCL 5004 ※笛吹銅次による2005年リマスター。ボーナス・トラック14曲追加、初回仕様銀蒸着盤。
2. SONGS -30th Anniversary Edition- / SUGAR BABE （12月7日）  –  CD:SRCL 5003 ※笛吹銅次による2005年リマスター。ボーナス・トラック9曲追加。ジャケットの紙質と裏表のデザインが、エレック盤オリジナルLPを踏襲したものになる。

2006年
1. NIAGARA TRIANGLE Vol.1 30th Anniversary Edition / ナイアガラ・トライアングル：山下達郎、伊藤銀次、大滝詠一 （3月21日）  –  CD:SRCL 5005 ※笛吹銅次による2006年リマスター、ボーナス・トラック5曲追加。
2. GO! GO! NIAGARA 30th Anniversary Edition （9月21日）  –  CD:SRCL 5006 ※笛吹銅次による2006年リマスター。'76年オリジナル・マスターにボーナス・トラック“96年リミックス・マスター”12曲とスペシャル・ボーナス・トラック1曲追加。

2007年
1. NIAGARA CM SPECIAL Vol.1 3rd Issue 30th Anniversary Edition / NIAGARA CM STARS （3月21日）  –  CD:SRCL 5007 ※笛吹銅次による2007年リマスター。“Rarities”14曲、“Fussa Demo”8曲を含む70曲収録。“3rd Issue”となる。
2. 多羅尾伴内楽團 Vol.1 & Vol.2 （9月21日）  –  CD:SRCL 5008 ※笛吹銅次による2007年リマスター。『多羅尾伴内楽團』Vol.1と同Vol.2全曲にボーナス・トラック4曲追加。

2008年
1. NIAGARA CALENDAR 30th Anniversary Edition （3月21日）  –  CD:SRCL 5009 ※笛吹銅次による2007年リマスター。オリジナル'78年版にボーナス・トラック“81年リミックス版”12曲追加（「クリスマス音頭」はスペシャル短縮版で収録）。

2009年
1. TATSURO FROM NIAGARA / 山下達郎 （3月21日）  –  CD:SRCL 5010 ※笛吹銅次による2009年リマスター。初回限定三方背仕様。

2010年
1. EIICHI OHTAKI Song Book I -大瀧詠一 作品集 Vol.1 (1980-1998)- （3月21日）  –  CD:SRCL 5011 ※1991年に発売された同タイトルの増補改訂版作品集。初回限定三方背仕様。
2. EIICHI OHTAKI Cover Book 1 -大瀧詠一カバー集 Vol.1 (1978-2008)- （3月21日）  –  CD:SRCL 5012 ※初回限定三方背仕様。

2011年
1. A LONG VACATION 30th Edition （3月21日）  –  2CD:SRCL 8000~1 ※Disc1に『A LONG VACATION』30thリマスター、Disc2にDisc1 M-1~10の純カラオケと「君は天然色（Original Basic Track）」を収録。
2. NIAGARA CD BOOK I （3月21日）  –  12CD:SRCL 7500~11 ※00DH 401~6の再構成版CD BOX。笛吹銅次による2010年リマスターでのオリジナル・フォーマット。前回同様、バインダー方式のボックス仕様。
  - SONGS / SUGAR BABE  –  SRCL 7500
  - NIAGARA MOON  –  SRCL 7501
  - NIAGARA TRIANGLE Vol.1 / ナイアガラ・トライアングル：山下達郎、伊藤銀次、大滝詠一  –  SRCL 7502
  - GO! GO! NIAGARA  –  SRCL 7503
  - NIAGARA CM SPECIAL Vol.1  –  SRCL 7504
  - 夢で逢えたら / シリア・ポール  –  SRCL 7505
  - 多羅尾伴内楽團 Vol.1 / 多羅尾伴内楽團  –  SRCL 7506
  - NIAGARA CALENDAR '78  –  SRCL 7507
  - 多羅尾伴内楽團 Vol.2 / 多羅尾伴内楽團  –  SRCL 7508 ※波の音入り
  - DEBUT  –  SRCL 7509 ※オリジナル・フォーマットでの初CD化
  - LET'S ONDO AGAIN / NIAGARA FALLIN' STARS  –  SRCL 7510
  - NIAGARA CALENDAR '81  –  SRCL 7511

2012年
1. NIAGARA TRIANGLE Vol.2 30th Edition / ナイアガラ・トライアングル：佐野元春、杉真理、大滝詠一 （3月21日）  –  2CD:SRCL 8002~3 ※Disc1に『NIAGARA TRIANGLE Vol.2』30thリマスター、Disc2に全14曲分の純カラオケを収録（「A面で恋をして」のみ、コーラス有り、コーラス無しの2ヴァージョン収録）。初回のみデジパック+三方背BOX仕様。

2013年
1. NIAGARA SONG BOOK 30th Edition / NIAGARA FALL OF SOUND ORCHESTRAL （3月21日） –  CD:SRCL 8004 ※『NIAGARA SONG BOOK』30thリマスター。ボーナス・トラックとして「幸せな結末」と「恋するふたり」を追加収録。初回仕様限定盤（三方背ケース）。

2014年
1. EACH TIME -30th Anniversary Edition- （3月21日）  –  2CD:SRCL 8005~6 ※Disc1に『EACH TIME』30thリマスター、Disc2にDisc1 M-1~11の純カラオケを収録。大滝ゆかりの深い関係者数名の文章が寄稿された号外“EACH TIMES”封入。初回のみデジパック+三方背BOX仕様。
2. Best Always （12月3日）  –  3CD:SRCL 8010~2【初回生産限定盤】, 2CD:SRCL-8013~4【通常盤】 ※過去にリリースしたシングル楽曲を中心に構成された全キャリアを網羅するベスト・アルバム。未発表の本人歌唱による「夢で逢えたら」を収録。初回盤のボーナス・ディスクは、初出のカラオケを収録。

2015年
1. NIAGARA CD BOOK II （3月21日）  –  12CD:SRCL 8700~11 ※『A LONG VACATION SINGLE VOX』『EACH TIME』を含む、1980年代以降のオリジナル・アルバム10枚とオムニバス・アルバム2枚からなる全12枚組。バインダー方式のボックス仕様。
  - A LONG VACATION SINGLE VOX / 大滝詠一  –  SRCL 8700 ※品番取得、新譜案内までいきながら企画倒れに終わった『SINGLE VOX』の曲順、オリジナル・アナログ・マスターを使っての収録。ジャケットも当時の色校から復刻。新たなるリマスター音源収録。
  - SING ALONG VACATION / 大滝詠一  –  SRCL 8701 ※『A LONG VACATION 20th Anniversary Edition』にて初CD化された『SING ALONG』。30周年シリーズのデジタル・システムによってリマスターされた音源を収録。
  - NIAGARA TRIANGLE Vol.2 / ナイアガラ・トライアングル：佐野元春、杉真理、大滝詠一  –  SRCL 8702 ※20周年盤、30周年盤とは異なったアナログ・マスターを使用しての最新リマスター音源収録。
  - NIAGARA SONG BOOK / NIAGARA FALL OF SOUND ORCHESTRAL  –  SRCL 8703 ※30周年盤とは異なるオリジナル・フォーマットでのCD化。最新リマスター。
  - NIAGARA CM Special Vol.2 / Niagara CM Stars  –  SRCL 8704 ※1982年10月に発売された『CM Special Vol.2』(LP:15AH 1515)のアナログ盤の内容をリイシュー。初CD化。
  - EACH TIME / 大滝詠一  –  SRCL 8705 ※1984年発売のオリジナル・アナログ盤の曲順での初CD化。9曲収録。オリジナル・アナログ・マスターの最新リマスター。「レイクサイドストーリー」は、大エンディング・バージョン。
  - NIAGARA SONG BOOK 2 / NIAGARA FALL OF SOUND ORCHESTRAL  –  SRCL 8706 ※久しく再発CD化の無かったインストゥルメンタル集の第2集。84年発売のオリジナル・アナログ盤の曲順での最新リマスター。
  - B-EACH TIME L-ONG / 大滝詠一  –  SRCL 8707 ※発売当時のアナログ編集技術では出来なかった本人の意図通りの編集を施した完成版。最新リマスター。
  - SNOW TIME / 大滝詠一、FIORD7、NIAGARA FALL OF SOUND ORCHESTRAL  –  SRCL 8708 ※冬向きの楽曲と当時未発表のインスト楽曲で構成されたアナログ盤の内容を復刻。96年に正規盤としてリリースされるが、オリジナルの曲目での初CD化。
  - Complete EACH TIME SINGLE VOX / 大滝詠一、FIORD7、NIAGARA FALL OF SOUND ORCHESTRAL、大滝詠一楽団  –  SRCL 8709 ※1984年リリースの5枚組限定ボックス・セットの内容をリマスターした上、ボーナス・トラックとして当時プロモーション盤でしか聴けなかった4曲を追加収録。
  - NIAGARA FALL STARS '81 Remix Special (NIAGARA RARE MASTER SERIES Vol.5) / ナイアガラフォーリンスターズ  –  SRCL 8710 ※1981年にリリースされた3種の『NIAGARA FALL STARS』の中から70年代の楽曲を81年にリミックスしたものだけを集めたコンピレーション盤。
  - Niagara Rarities Special (NIAGARA RARE MASTER SERIES Vol.6) / 大滝詠一、ナイアガラ・トライアングル、NIAGARA FALL OF SOUND ORCHESTRAL  –  SRCL 8711 ※80年代以降のアルバムに収録されなかったシングル・バージョンやB面、20周年盤、30周年盤のボーナス・トラックとして収録された楽曲、限定アナログ盤のバージョン、プロモーション盤しか聴けないバージョンなどを集めたレア・トラック集。
2. NIAGARA MOON -40th Anniversary Edition- （7月29日）  –  2CD:SRCL 8712~3, 2LP:SRJL 1092~3 ※CDは、Disc1に95年、大瀧本人の手による未発表リミックス音源を当初の構想にあった曲順で収録。Disc2に、そのリミックス音源のカラオケ音源に加え、未発表のデモ音源を収録。LPは、Disc1はオリジナル・マスター使用のオリジナル・フォーマットでのアナログ化。Disc2は、95年の未発表リミックス音源を、75年のエレック盤表4に表記されていた当初の構想曲順で収録。重量盤180g仕様、36Pのブックレットを封入。
3. SONGS -40th Anniversary Ultimate Edition- / SUGAR BABE （8月5日）  –  2CD:WPCL-12160/1, 2LP:SRJL 1090/1【完全生産限定盤】 ※CDは2015年リマスター（ディスク1）と、2015年リミックス（ディスク2）収録に加え、ボーナス・トラック計15曲を収録。 LPは2015年リマスタリング音源を重量盤180g仕様のディスク2枚に分けて4面に収録。

2016年
1. DEBUT AGAIN（3月21日）  –  2CD:SRCL 8714~5【初回生産限定盤】, SRCL-8716【通常盤】 ※他者への提供曲、プロデュース作品を大滝自身が歌唱したバージョンを収録。初回生産限定盤は三方背BOX仕様。

2018年
1. 夢で逢えたらVOX / シリア・ポール（3月21日）  –  2LP+2EP+4CD:SRJL-1112~9【完全生産限定盤】 ※正式ミックス以前に音響ハウスでミックスダウンされた未公開マスター、1987年のCD再発時の吉田保によるリミックスマスターを含む3マスターテープを中心にシングルVer、プロモ音源、ライブ音源、アウトテイク、カラオケ、CM音源等の未発表音源の数々を収録。
2. 夢で逢えたら 40th Anniversary Edition / シリア・ポール（3月21日）  –  2CD:SRCL 9565~6 ※『夢で逢えたらVOX』からオリジナルミックス、音響ハウスミックス、シングルVer、ライブ音源を抜粋してCD2枚にまとめた通常盤。
3. EIICHI OHTAKI Song Book III 大瀧詠一作品集Vol.3 「夢で逢えたら」(1976〜2018) （3月21日）  –  4CD:SRCL-9693~6 ※レコード会社レーベルの壁を取り払って、古今東西に存在する「夢で逢えたら」1楽曲だけを可能な限り集めた企画アルバム[web 4]。
4. EIICHI OHTAKI Song Book III 大瀧詠一作品集Vol.3 「夢で逢えたら」（3月21日）  –  LP:SRJL-1120【完全生産限定/アナログ盤】 ※大滝詠一、ラッツ&スター、シリア・ポール、新録で吉岡聖恵（いきものがかり）、吉田美奈子（夢で逢えたら2018）の計5曲を収録。アナログ生産の全工程をソニーミュージックグループ内で一貫して行った、自社生産復活第1号作品[web 5]。
5. 大瀧詠一 Cover Book -ネクスト・ジェネレーション編- 『GO! GO! ARAGAIN』（12月3日）  –  MHCL-2794 ※ザ・ナイアガラ・エンタープライズの楽曲管理部門“ARAGAIN”（NIAGARAを逆から読んだアナグラム）が制作協力した、インディーズアーティスト12組によるトリビュートアルバム。ジャケットは、本家ナイアガラ作品を手がけたデザイナー・中山泰による描き下ろし。11月3日には、「レコードの日」アイテムとしてアナログ盤でリリース（LP:YOLP8-1103）。

2019年
1. NIAGARA CONCERT '83 / 大滝詠一（3月21日）  –  2CD+DVD:SRCL 11100~11102【初回生産限定盤】, SRCL 11103【通常盤】 ※ナイアガラ・レーベル初のライヴ盤。1983年7月24日に西武球場（現西武ドーム）で行われた、大滝詠一名義としては生前最後のコンサートとなった「ALL NIGHT NIPPON SUPER FES '83 / ASAHI BEER LIVE JAM」出演の模様を初CD化。初回生産限定盤には、最初期の録音と思われる高校生時代、故郷岩手における予餞会での歌唱を含むオールディーズのカバー曲を集めた「EACH Sings Oldies From NIAGARA CONCERT」、1977年に行われた「THE FIRST NIAGARA TOUR」の模様をフィルムで記録したナイアガラ初の映像作品を収録。

2020年
1. Happy Ending / 大滝詠一（3月21日）  –  1970年に【はっぴいえんど】のメンバーとしてデビューし、50周年を迎える節目の年を記念したオリジナル・アルバム。90年代半ば以降、主にTVドラマのセッション時に書き下ろされた楽曲を中心に全11曲を収録（全て初出音源）。初回生産限定盤はこれに加え、『Niagara TV Special Vol.1』（全12曲、全て初収録）との2枚組。また、アナログ盤LPも完全生産限定盤にて同時発売。

2021年
1. A LONG VACATION VOX / 大滝詠一（3月21日）  –  BOX:SRCL 12000~12008【完全生産限定盤】※1981年3月21日に発表したアルバム『A LONG VACATION』発売40周年を記念してリリースされた『A LONG VACATION 40th Anniversary Edition』。CD4枚+Blu-ray Disc+レコード+カセット+豪華ブックレット+復刻版『A LONG VACATION イラストブック』+ナイアガラ福袋がセットになった40周年記念VOX。
2. A LONG VACATION 40th Anniversary Edition / 大滝詠一（3月21日）  –  2CD:SRCL 12010~12011, LP:SRJL 1234【完全生産限定盤】, SACD:SRGL 1000（8月4日） ※通常盤CDは、新たなマスターテープからリマスターされた2021年版最新音源を使用した『A LONG VACATION 40th Anniversary Edition』と、大滝詠一のDJスタイルによる貴重音源で構成された『A LONG VACATION』誕生秘話を収録した『Road to A LONG VACATION』の2枚組。完全生産限定盤アナログはメトロポリス・マスタリングのティム・ヤングによる2021年版最新カッティング重量盤12インチ33回転仕様。SACDは、Super Audio CDのために新たなマスターテープからリマスターされた2021年版最新音源を使用。シングルレイヤー1層、初回仕様限定のみナンバリングシール付スペシャルスリーブ仕様。

2022年
1. NIAGARA TRIANGLE Vol.2 VOX / ナイアガラ・トライアングル：佐野元春、杉真理、大滝詠一（3月21日）  –  BOX:SRCL 12300~7【完全生産限定盤】, SACD:SRGL 999（8月3日） ※1982年3月21日に発表したアルバム『NIAGARA TRIANGLE Vol.2』発売40周年を記念してリリースされた『NIAGARA TRIANGLE Vol.2 40th Anniversary Edition』。CD3枚+Blu-ray Audio Disc+完全復刻プロモーション用7インチレコード3枚組+豪華ブックレット+復刻キーホルダーがセットになった40周年記念VOX。プロモーション用7インチレコードは1982年のオリジナル盤リリース時に宣伝用として制作され、当時でも入手困難だった3枚組7インチレコードの完全復刻。メトロポリス・マスタリングのティム・ヤングによる2022年版最新カッティングを採用[web 6]。
2. NIAGARA TRIANGLE Vol.2 40th Anniversary Edition / ナイアガラ・トライアングル：佐野元春、杉真理、大滝詠一（3月21日）  –  2CD:SRCL 12310~12311, 2LP:SRJL 1235~6【完全生産限定盤アナログ】 ※通常盤はCD2枚組仕様で、Disc-1は1982年リリースの『NIAGARA TRIANGLE Vol.2』を2022年最新リマスター音源で収録。Disc-2には、1982年のオリジナル盤リリース時に大滝詠一が自ら制作したスペシャル・ラジオプログラム「スピーチ・バルーン 1982」を完全収録のほか、『NIAGARA TRIANGLE Vol.2』発売20周年記念として、2002年にニッポン放送のBSデジタルラジオLFX488の「スピーチ・バルーン」用に、大滝詠一、佐野元春、杉真理の3人が一同に集まり、当事者が語り合うという番組の素材を、30周年の2012年に大滝が未使用部分も含めて再編集した『ニッポン放送「スピーチ・バルーン 2012」』も併せて収録。更に、ボーナス・トラックとして「A面で恋をして」唯一のライブ音源 [1981/12/3 Headphone Concert Version]も収録[web 7]。完全生産限定盤アナログはSony Music Studios Tokyoによる2022年版最新カッティングを採用。重量盤12インチ33回転2枚組仕様。
3. 大瀧詠一 乗合馬車 (Omnibus) 50th Anniversary Edition / 大滝詠一（11月25日）  –  2CD:SRCL 12345~6, 2LP:SRJL 1125～1126【完全生産限定盤アナログ】（2023年3月21日） ※10年前の40周年時に、大滝本人が再発盤を企画し未発表曲を含めた曲順まで決まっていたが、原盤権者のキングレコードが、ベルウッド・レコード40周年企画として三浦光紀総監修により、オリジナルアルバムの内容を変えずに自社で発売を行うとの意向を示したことから、同社と三浦の意向を尊重した大滝およびナイアガラ/ソニーがリリースを見送ったもの。今回はオリジナル・マスターテープから最新マスタリングされ、大滝が生前に望んでいたサウンドを高音質で実現。50周年記念盤はCD2枚組仕様。Disc-1は1972年に発表されたオリジナル・アルバムをベースに、大滝が2012年に構想した新たな曲順で収録。カセットテープの音色に変えてまで趣味性をカモフラージュしていた「いかすぜ！この恋」のオリジナル・ミックスや、当時世間に受け入れられるには早すぎると、あえてアルバム収録から外された「空飛ぶくじら」などを収録。Disc-2には、アルバム曲のシングル・バージョンや別ミックスに加え、この度、初めて公開される貴重な未発表音源、「乱れ髪 (アウトロ・ストリングス・バージョン)」、「びんぼう (ハニホレ・バージョン)」、「あつさのせい (インスト・バージョン)」、「あつさのせい (リハーサル・バージョン)」、「おもい (UNDUBBED VERSION TAKE 1-4)」などを収録。単なるレア音源集ではなく、“アナザー・サイド・オブ『大瀧詠一』”として、大滝自身による選曲と曲順が新鮮に楽しめる仕様となっている[web 8]。アナログ盤は国内最高峰のSony Music Studios Tokyoでオリジナル・マスターテープから最新カッティングされ、大滝が望んでいたサウンドを高音質で実現。CDとはまた違ったアナログレコード特有の音質に仕上げられた。レコードはCD同様の2枚組仕様で、同梱されるブックレットはビジュアル面が重視され、資料的価値の高いプロダクションノートなど未公開の写真を多数掲載。

2023年
1. 大滝詠一 NOVELTY SONG BOOK / NIAGARA ONDO BOOK / 大滝詠一（3月21日）  –  2CD:SRCL 12450~1, 大滝詠一 NOVELTY SONG BOOK / 大滝詠一（4月26日） LP:SRJL 1150【完全生産限定盤アナログ】 ※大滝詠一が、コンポーザー&プロデューサー“大瀧詠一”名義で生前に多数のアーティストに提供したコミックソングやリズミカルな楽曲を中心に、珠玉の名曲をコンパイルした”カップリングCD”。『大滝詠一 NOVELTY SONG BOOK』と題されたDisc-1は、大滝本人が歌唱した11曲の音源を収録。本邦初公開となる新曲や、名曲のセルフカバーなどをコンパイルしたコンセプチュアルな“オリジナル・アルバム”となっている。全曲が未発表音源で、1980年代に一世を風靡したお笑いバラエティ番組『オレたちひょうきん族』から生まれた「うなずきマーチ」や、テレビアニメ『ちびまる子ちゃん』の主題歌「針切じいさんのロケン・ロール」のセルフカバー、ティン・パン・アレーをバックに小林旭へ楽曲提供の準備をしたが、企画が実らなかった「ホルモン小唄〜元気でチャチャチャ」などを収録。そして、完全未発表の“新曲”「ゆうがたフレンド (USEFUL SONG)」も収録。本作は2005年暮れに大滝が書き下ろした最後の作品で、今まで日の目を見ることがなかった幻の音源。今回、新たに『大瀧詠一』（1972年11月25日）でボーカリストとして共演している、大滝と親交の深いムーンライダーズの鈴木慶一が特別ゲストで参加。大滝と鈴木による伝説のユニット＝“冗談ぢゃねーやーず”が50年ぶりに復活となった。Disc-2は『NIAGARA ONDO BOOK』という作品集で、コンポーザー“大瀧詠一“として多数のアーティストに提供したレア音源を収録。一度聴いたら忘れられない異色の歌謡曲を特集したNHK総合の番組『1オクターブ上の音楽会』でも紹介された金沢明子の「イエロー・サブマリン音頭（特別変）」を筆頭に、ハナ肇とクレージーキャッツ、植木等、三波春夫、トニー谷、細川たかし、角川博、片岡鶴太郎などなど、超豪華なアーティストが歌う貴重な音源が別ヴァージョンをメインに堪能することができる。また、小高桂子に提供したが、彼女の引退に伴いお蔵入りしていた「風が吹いたら恋もうけ」と「アンアンストーリー」（後の「アンアン小唄」）の音源も初CD化された。
2. 暑さのせい EP / 大滝詠一（8月30日）  –  SCD:SRDL 4750【完全生産限定盤】※夏をテーマに掲げて制作された楽曲を集めた作品。ポカリスエットCMソングに使用された、アルバム『大滝詠一 NOVELTY SONG BOOK』[注釈 5]に収録の表題曲「暑さのせい」の3バージョンをはじめ、「Summer Lotion」のオリジナル・ミックス版、「Hankyu Summer Gift」のロング・バージョンなど合計9トラックを収録[web 9]。

2024年
1. EACH TIME VOX / 大滝詠一（3月21日）  –  BOX:SRCL 12700～12705【完全生産限定盤】※1984年3月21日に発表されたソロ名義としては6枚目、オリジナル・スタジオ・フルアルバムとしては大滝生前最後の作品『EACH TIME』発売40周年を記念してリリースされた『EACH  TIME 40th Anniversary Edition』。CD3枚+Blu-ray Audio1枚+12インチレコード2枚組+ブックレット+歴代「EACH TIMES」A4冊子(24P)+A2サイズポスター2種+ステッカー2種が同梱された40周年記念VOX。
2. EACH TIME 40th Anniversary Edition / 大滝詠一（3月21日）  –  2CD:SRCL 12710~12711, 12インチ+7インチアナログレコード:SRJL  1155~1156【完全生産限定盤】 ※通常盤は、CD2枚組仕様で、Disc-1は13曲全てが初出となるミックス違い音源を収録した「EACH TIME 40th Anniversary Version」。Disc-2は、オリジナル盤発売直後の1984年4月に収録された井上大輔との対談ラジオ音源の未編集フルサイズと、プロモーション使用目的で制作され、未発表だったダイジェスト版「EACH TIME Special Edit」。他にも「恋のナックルボール (1st Recording Version)」や、同時期にTV-CM用に制作された初CD化の「Cider '83」放送用ミックスと15秒バージョンを収録。同時発売のアナログレコードは、[1984年Original Mix]の12インチ・フル・アルバムに、1985年にリリースされた7インチシングル「フィヨルドの少女 / バチェラー・ガール」が同梱された完全生産限定盤で、12インチ・7インチともそれぞれカラーヴァイナル仕様となっている。
3. ナイアガラ音頭 EP / 布谷文夫 With ナイアガラ社中（7月7日）  –  SCD:SRDL 4755【完全生産限定盤】※1976年6月にシングルレコードとして発表された「ナイアガラ音頭」の編集盤。8cmCDシングルにはアミーゴ布谷「Let's Ondo Again」の“'81 Mix”とカラオケ音源、さらに未発表音源「夏バテ（熱中症 Version）」も収録[web 10]。全5曲入り。

2025年
1. B-EACH TIME L-ONG 40th Anniversary Edition / 大滝詠一（3月21日）  –  2CD:SRCL 13100~13101, 12インチアナログレコード2枚組:SRJL 1166～1167【完全生産限定盤】 ※CDのDisc-1にはオリジナル盤の最新リマスタリング音源を収録。Disc-2には1984年6月にプロモーション・オンリーで発表されたカセットテープ『Summertime, Each time '84』の音源を収録。これは当時、店頭演奏用にカセットテープのみで配布された、ストリングス作品とヴォーカル楽曲を交互にノンストップに繋いだメドレーで、『B-EACH TIME L-ONG』のアイデアの元になったコンテンツ。2枚組アナログ盤レコードも同時発売リリース。大滝詠一のソロ・アルバム中、唯一アナログ盤が存在していなかったが、40年の時を経てついに待望のレコード化。B2サイズポスターも封入[web 11]。
2. Complete NIAGARA SONG BOOK / NIAGARA FALL OF SOUND ORCHESTRAL （3月21日）  –  3CD:SRCL 13110~13112 ※Disc-1には未発表音源をメインに構成された新作『NIAGARA SONG BOOK 3』全10曲を収録。Disc-2には1982年に発表されたNIAGARA FALL OF SOUND ORCHESTRAL名義によるインストゥルメンタル・アルバム『NIAGARA SONG BOOK 1』と1984年の『NIAGARA SONG BOOK 2』との2作品をカップリング。そして、Disc-3には貴重な未発表音源や大滝のラジオトークを収録したスペシャル・ディスク『NIAGARA SONG BOOK RARITIES』をセット[web 11]。永井博によるジャケットの『NIAGARA SONG BOOK 1』と、河田久雄イラストデザインの『NIAGARA SONG BOOK 2』、2枚のB3サイズポスターを封入[web 12]。
3. SONGS 50th Anniversary Edition / SUGAR BABE （4月23日）  –  2CD:WPCL-13642/3, LP:SRJL 1170【完全生産限定盤】, CT:SRTL 2220【完全生産限定盤】 ※山下達郎のデビュー50周年を記念してのリリース。CD、12インチ・アナログ盤レコード、カセットテープの3種類のフォーマットが用意され、CDは2枚組でボーナス・トラックとボーナス・ディスクが収録。ボーナス・ディスクには1994年に行われた『TATSURO YAMASHITA Sings SUGAR BABE Live 』からの音源を収録。今回、全曲が初商品化[web 13]。
4. NIAGARA MOON 50th Anniversary Edition / 大滝詠一（4月23日）  –  LP:SRJL 1177【完全生産限定盤】
5. NIAGARA SONG BOOK 3 / NIAGARA FALL OF SOUND ORCHESTRAL（7月7日）  –  LP:SRJL 1180【完全生産限定盤】 ※3月21日にリリースされたストリングス/オーケストラによるCD3枚組インストゥルメンタル作品集『Complete NIAGARA SONG BOOK 』のDisc-1『NIAGARA SONG BOOK 3』の12インチ・アナログ・レコード。クリアヴァイナル。
6. Eiichi Ohtaki's NIAGARA 50th Odyssey Remix EP（7月7日）  –  SCD:SRDL 4770【完全生産限定盤】※ナイアガラ・レコードが1975年に設立されてから50周年を迎えたことを記念して、配信および8cmCDでリリースされたレーベル初のリミックス作品[web 14]。全6曲入り。

## 楽曲提供
- 「さらばシベリア鉄道」（作詞：松本隆／作曲：大瀧詠一／編曲：萩田光雄／歌：太田裕美）

のちにアルバム『A LONG VACATION』にてセルフ・カバー。
- 「風立ちぬ」（作曲・編曲とも。編曲は多羅尾伴内名義／作詞：松本隆／歌：松田聖子）

1981年12月3日に行われた「ヘッドフォンコンサート」では大瀧によるセルフ・カバーが披露された。本人曰く、これ以降は二度と歌わないとのこと。これ以前には松田聖子とのデュエットで歌っている。ほかに「四月のラブレター」（作詞：松本隆／作曲：大瀧詠一／編曲：多羅尾伴内（大瀧の変名） 、「Rock'n'roll Good-bye」（作詞：松本隆／作曲：大瀧詠一／編曲：多羅尾伴内／歌：松田聖子）、「いちご畑でつかまえて」（作詞：松本隆／作曲：大瀧詠一／編曲：多羅尾伴内／歌：松田聖子）
- 「冬のリヴィエラ」（作詞：松本隆／作曲：大瀧詠一／編曲：前田憲男／歌：森進一）

のちに『SNOW TIME』で英語詞で「夏のリビエラ」としてセルフ・カバー。
- 「快盗ルビイ」（作曲・編曲とも。編曲は服部克久と共同／作詞：和田誠／歌：小泉今日子）

東宝映画『快盗ルビイ』の主題歌。のちにデモテープを用いた大瀧とのデュエット版が作成された。『KYON3〜KOIZUMI THE GREAT 51』に収録。ベルウッド時代から大瀧と関係があったあがた森魚もアルバム『24時の惑星』でカバーしている。
- 「探偵物語」（作詞：松本隆／作曲：大瀧詠一／編曲：井上鑑／歌：薬師丸ひろ子）

角川映画『探偵物語』の主題歌。『すこしだけやさしく』と両A面シングルとしてリリースされ、7週にわたってオリコン1位を記録した。
- 「すこしだけやさしく」（作詞：松本隆／作曲：大瀧詠一／編曲：井上鑑／歌：薬師丸ひろ子）

TBS『わくわく動物ランド』のエンディング曲。1983年7月24日に行われたライブ「ALL NIGHT NIPPON SUPER FES.'83」でも歌唱された楽曲。
- 「うなずきマーチ」（作詞・作曲・編曲とも。編曲は多羅尾伴内名義／歌：うなずきトリオ）

ビートきよし、島田洋八、松本竜介の3人によるトリオの名称。『オレたちひょうきん族』内で歌われた楽曲。大瀧が歌詞まで提供した曲で唯一チャート100位以内ランクインした楽曲。2023年3月21日発売の『大滝詠一 NOVELTY SONG BOOK』に大瀧のセルフカバーを収録。
- 「熱き心に」（作詞：阿久悠／作曲・編曲：大瀧詠一／ストリンスアレンジ：前田憲男／歌：小林旭）

大瀧は小林の大ファンで、小林のヒット曲の「さすらい」の様なタイプの曲と「惜別の唄」の様なタイプの曲を掛け合わせて作ったと言っている。「熱き心」は、阿久悠が色紙によく書いていた言葉である。味の素ゼネラルフーヅのタイアップに採用。
- 「実年行進曲」（作曲・編曲とも。作詞：青島幸男／歌：ハナ肇とクレージーキャッツ）

大瀧がこよなく愛するクレージーキャッツと、クレージーの数々のヒット曲を生み出した作曲家の萩原哲晶へのオマージュ。青島幸男の作詞を得て、往年のクレージーらしい作品になったが、大瀧同様クレイジーのファンであった所ジョージには酷評される。アレンジには昔のヒット曲のフレーズも垣間見える。
- 「夢で逢えたら」（作詞・作曲・編曲とも／コーラス&ストリングスアレンジ：山下達郎／歌：吉田美奈子、シリア・ポール）

日本の歌謡曲としては最も多くのカヴァー・ヴァージョンが存在する楽曲。大瀧がライブで歌唱したことも無かったため、永らく大瀧自身によっては一度も歌われていないとされていたが、死後遺品の中から大滝が歌唱したバージョンのスタジオ録音テープが発見され、葬儀でかけられている。その音源は後にオールタイム・ベスト『Best Always』に収録。吉田のオリジナル同様大瀧自身がアレンジを手掛けたシリア・ポール版のバックトラックを用いている。吉田のオリジナルはシングル・カットされたが、ヒットチャートには100位にも入らなかった。
- 「うれしい予感」（作曲・編曲とも。編曲はCHELSEA名義／作詞：さくらももこ／歌：渡辺満里奈）

「君は天然色」の姉妹曲として作られた曲。アニメ「ちびまる子ちゃん」のオープニングテーマ。シングルとアルバムはヴァージョン違いになっている。『SNOW TIME』収録のインスト・ヴァージョンは、アルバム・ヴァージョン。シングル・ヴァージョンは、『MAX JAPAN 2』、『まるまるちびまる子ちゃん』、『音壁 JAPAN』にそれぞれ収録。アルバム・ヴァージョンのオリジナルはアルバム『Ring-a-Bell』にしか収録されていない。ヴァージョン違いのアルバムヴァージョンとしては『EIICHI OHTAKI Song Book I-大瀧詠一作品集Vol.1(1980-1998)-』Cメロを省略したシングルと同じ収録時間に編集したヴァージョンが収録されている。ただライナーノーツでは、ヴァージョン違いには触れられていない。

## 未発表
- 幸せな結末 - 松たか子

『LOVE LOVE あいしてる』（フジテレビ）にて披露、コーラスは大瀧。

## その他
上記した曲以外の曲で楽曲提供したり参加した楽曲を記する。特記しない曲は作曲のみ。また、はっぴいえんど在籍時でも大瀧が何かしらで参加したと明確に確認された楽曲は記する。
- 「ロンリー・ティーンエイジ・アイドル」（作詞・作曲・編曲） 西田敏行

元は清水健太郎用に作られ、不採用になっていた曲。西田は大瀧同様エルヴィス・プレスリーファンで、エルヴィス・プレスリーの歌声を真似て歌っている。大瀧はリッキー・ネルソンの1962年のシングル「ティンエイジアイドル」を揶揄して作ったと語っている。
- 「哀愁のコニーアイランド」 山口百恵
- 「恋のハーフムーン」「ブルー・ベイビー・ブルー」（作曲・編曲）太田裕美
- 「がんばれば愛」 （作曲・コーラス（一人多重録音コーラスグループ「Jack Tones」にて参加））クレイジーパーティー
- 「君と旅行鞄（トランク）」「酔いどれダンス・ミュージック」（レコーディングエンジニア、ミキシングエンジニア（笛吹銅次名義））はちみつぱい
- 「うさぎ温泉音頭」 角川博

日本テレビ系ドラマ「あんちゃん」挿入歌。放映当時レコード化されていなかったが、『EIICHI OHTAKI Song Book II -大瀧詠一作品集 Vol.2 (1971-1988)-』に収録された。
- 「DOO-WOP! TONIGHT」（訳詞・プロデュース・編曲（大浜和史と共同））、 ラストダンスはヘイジュード （編曲・プロデュース）ザ・キングトーンズ
- 「イエロー・サブマリン音頭」 （プロデュース）金沢明子
- 「時にまかせて」（（シングル・ヴァージョン）エレキベース演奏（恐らく南部半九太郎名義ではないかと思われる）・プロデュース・編曲（編曲のみちぇるしー名義））、「空はふきげん」  かねのぶさちこ
- 「ナショナルまきまきカール '75」 （レコーディングエンジニア（笛吹銅次名義））山下達郎
- 「われらスラップスティック!」、「海辺のジュリエット」、「スラップスティック見参!」、「星空のプレリュード」、「デッキ・チェア」 スラップスティック

「海辺のジュリエット」は歌詞の変更とフレーズの追加で「恋するカレン」、「デッキ・チェア」は歌詞の差し替えで「スピーチ・バルーン」としてセルフ・カバー。
- 「消防署の火事」 新井満※後にデモ音源がセルフカバー音源としてCD化する。
- 「スポーツ・ガール」、「ロンサム・シティ」 西城秀樹
- 「あの娘にご用心」 （作詞・作曲・編曲・コーラス）沢田研二 ※後に『GO! GO! NIAGARA』でセルフ・カバー。
- 「ポップスター」、「雨のマルセイユ」 （作曲・編曲（編曲はBannai Tarao名義（ポップスター）・CHALSHE名義（雨のマルセイユ））・プロデュース）市川実和子
- 「蝶々さん」（コーラス、ベースボイス（宿霧十軒名義））細野晴臣
- 「想い出のサマーソング （SAILING DREAM）」 （コーラス）五十嵐浩晃
- 「恋のひとこと」（ボーカル（デュエット））竹内まりや
- 「お先にどうぞ」（作詞・作曲・編曲（編曲のみ多羅尾伴内名義）・コーラス）かまやつひろし
- 「親愛なるQに捧げる」（コーラス）、「靴ひもむすんで」（コーラス）、「働くな」（コーラス）加川良
- 「自転車に乗って」（コーラス）高田渡
- 「だからここに来た」（コーラス）、「コペルニクス的転回のすすめ」（コーラス）岡林信康
- 「あなただけ I LOVE YOU」 （作詞・作曲・編曲）須藤薫

ニュー・ホリディ・ガールズの「愛は行方不明」（作詞:山川啓介）として作られたが、正式なレコード化はされなかった。須藤の担当ディレクター川端薫に「ニュー・ホリディ・ガールズ用のあの曲を須藤薫用にアレンジしてほしい」との依頼で須藤薫に提供された。歌詞は川端ディレクターが「夢で逢えたら」の歌詞を気に入っていた為、新たに大滝に書く様に依頼し、作詞も大滝が手掛ける事となった。
- 「針切りじいさんのロケンロール」（（Sheb Wooley「The Purple People Eater（邦題：ロックを踊る宇宙人[注釈 8]）」のカバー）コーラス・編曲（編曲のみRINKEY O'HEN名義）・プロデュース） 植木等
- 「レッツ・オンド・アゲイン」（（アミーゴ布谷のカバー）訳詞・コーラス・プロデュース）細川たかし
- 「ダンスが終わる前に」、「あなたから遠くへ」（金延幸子のカバー） (二曲ともに編曲（多羅尾伴内名義）) 渡辺満里奈
- 「Tシャツに口紅」、「星空のサーカス」（作曲・編曲（編曲は宿霧十軒名義））、「夢で逢えたら」（吉田美奈子のカバー）（作詞、作曲、スーパーバイザー）ラッツ&スター
- 「レモンのキッス」アパッチ（ナンシー・シナトラのカバー）（編曲、レコーディングエンジニア（レコーディングエンジニアのみ笛吹銅次名義））
- 「邦子のアンアン小唄」山田邦子（山形かゑる(伊集加代子)のカバー）（作曲、プロデュース、スーパーバイザー（桶二歌八名義））
- 「玉カルのアンアン小唄」玉川カルテット（山形かゑる(伊集加代子)のカバー）（作曲、プロデュース）
- 「さいざんすマンボ スペシャル・ザンス・ミックス」トニー谷（プロデュース）
- 「ゆうがたフレンド (USEFUL SONG)」とんねるず(作曲、編曲(多羅尾伴内名義))※とんねるずサイトと方向性が合わず未発表となるが、後にCD化。冗談ぢゃねーやーず(鈴木慶一、大滝詠一)版も同時CD化。
- 「風が吹いたら恋もうけ」、「アンアンストーリー」小高桂子※引退に伴い、お蔵入りとなっていた。後にCD化。「風が吹いたら恋もうけ」は中原理恵のシングルで、「アンアンストーリー」は「アンアン小唄」として『LET'S ONDO AGAIN』に伊集加代子が山形かゑる子名義で収録。

## プロデュース
- 『悲しき夏バテ / 布谷文夫 I』（布谷文夫）※多羅尾伴内名義
- 「台風13号」（布谷文夫）
- 『SONGS』（シュガー・ベイブ）※山下達郎との連名
- 「DOWN TOWN」（シュガー・ベイブ） ※山下達郎との連名
- 『夢で逢えたら』（シリア・ポール）
- 『風立ちぬ』（松田聖子） ※A面のみ
- 『Candy』（四月のラブレター／Rock'n'roll Good-bye）（松田聖子）
- 『SOUL VACATION』（ラッツ&スター）
- 『植木等的音楽』（植木等）
- 『Ring-a-Bell』（渡辺満里奈）
- 『PINUP GIRL』（市川実和子）（「多幸福」名義）
- 『クレイジー・シングルズ』（ハナ肇とクレイジー・キャッツ）
- 『ジス・イズ・ミスター・トニー谷』（トニー谷）
- 『クレイジーキャッツ スーパー・デラックス』
- 『アキラ1〜4』（小林旭）

（他多数）

## タイアップ
| 年     | 楽曲                     | タイアップ                                                              | 備考                                                                                       |
| ------ | ------------------------ | ----------------------------------------------------------------------- | ------------------------------------------------------------------------------------------ |
| 1973年 | Cider'73                 | アサヒ飲料「三ツ矢サイダー」CMソング                                    |                                                                                            |
| 1973年 | Summer Lotion            | 資生堂「サマーローション」CMソング                                      |                                                                                            |
| 1973年 | 丈夫な夫婦               | 日立製作所「ポンパ」CMソング                                            |                                                                                            |
| 1973年 | ココナツ・コーン         | ブルボン「ココナツ・コーン」CMソング                                    |                                                                                            |
| 1973年 | ジーガム                 | 三菱電機「ジーガム」CMソング                                            |                                                                                            |
| 1974年 | Cider'74                 | アサヒ飲料「三ツ矢サイダー」CMソング                                    |                                                                                            |
| 1974年 | ドレッサー               | 花王「ドレッサー」CMソング                                              |                                                                                            |
| 1975年 | Cider'75                 | アサヒ飲料「三ツ矢サイダー」CMソング                                    |                                                                                            |
| 1975年 | クリネックス・ティシュー | クリネックス CMソング                                                   |                                                                                            |
| 1975年 | ムーチュ                 | シチズン「コスモトロン」CMソング                                        |                                                                                            |
| 1976年 | Cider'77                 | アサヒ飲料「三ツ矢サイダー」CMソング                                    |                                                                                            |
| 1977年 | タマゴのタンゴ           | 旭化成 CMソング                                                         |                                                                                            |
| 1977年 | スメランド               | 津村順天堂「スメランド」CMソング                                        |                                                                                            |
| 1978年 | Good Day Nissui          | 日本水産 CMソング                                                       | 未使用                                                                                     |
| 1979年 | オシャレさん             | 日立「オシャレ・セット」CMソング                                        |                                                                                            |
| 1979年 | MG5                      | 資生堂「MG5」CMソング                                                   |                                                                                            |
| 1980年 | Big John                 | BIG JOHN CMソング                                                       |                                                                                            |
| 1980年 | Hankyu Summer Gift       | 阪急百貨店「夏ギフト」CMソング                                          |                                                                                            |
| 1980年 | 出前一丁                 | 日清食品「出前一丁」CMソング                                            | 曲の最後の部分では、過去にキダ・タローが作曲したCM曲のメロディーを引用。                   |
| 1980年 | 大関                     | 清酒 大関 CMソング                                                      | 出演：渡哲也                                                                               |
| 1981年 | A面で恋をして            | 資生堂「サイモンピュア バランシングゼリー」CMソング                     | CM出演者のスキャンダルにより一週間で終了。                                                 |
| 1981年 | A面で恋をして            | 資生堂「サイモンピュア モイスチュアクリーム」CMソング                   |                                                                                            |
| 1981年 | Marui Sports             | 丸井池袋スポーツ館CMソング                                              | CMソングは、丸井スポーツ館の店内でも掛けられていたため、ロングバージョンで制作されている。 |
| 1981年 | 悲しきWalkman'81         | ソニー「ウォークマンⅡ」CMソング                                         | 未使用                                                                                     |
| 1981年 | 君は天然色               | ロート製薬「新Vロート」CMソング                                         |                                                                                            |
| 1981年 | カナリア諸島にて         | 片岡物産「トワイニング・アールグレイ」CMソング                          |                                                                                            |
| 1983年 | Cider'83                 | アサヒ飲料「三ツ矢サイダー」CMソング                                    |                                                                                            |
| 1987年 | 青空のように             | 江崎グリコ「グリコ・ビスコ」                                            | 1981年盤                                                                                   |
| 1992年 | 1969年のドラッグ・レース | 映画『ちびまる子ちゃん わたしの好きな歌』劇中歌                         |                                                                                            |
| 1997年 | 幸せな結末               | フジテレビ系ドラマ『ラブジェネレーション』主題歌                        |                                                                                            |
| 1997年 | Happy Endで始めよう      | フジテレビ系ドラマ『ラブジェネレーション』劇中歌                        |                                                                                            |
| 2003年 | 恋するふたり             | フジテレビ系ドラマ『東京ラブ・シネマ』主題歌                            |                                                                                            |
| 2004年 | スピーチ・バルーン       | ソニー「デジタルハンディカム」                                          |                                                                                            |
| 2004年 | ロックンロール・マーチ   | 麒麟麦酒                                                                |                                                                                            |
| 2004年 | 君は天然色               | キリンビバレッジ「生茶」CMソング                                        |                                                                                            |
| 2004年 | ウララカ                 | TBSテレビ系ドラマ『四谷くんと大塚くん/天才少年探偵登場の巻』主題歌      |                                                                                            |
| 2005年 | ナイアガラ・ムーン       | 映画『イン・ザ・プール』テーマソング                                    |                                                                                            |
| 2007年 | 恋するカレン             | トヨタ自動車「アリオン（2代目）」CMソング                               |                                                                                            |
| 2010年 | 君は天然色               | アサヒビール「アサヒすらっと」CMソング                                  |                                                                                            |
| 2011年 | 君は天然色               | スズキ「アルトエコ」CMソング                                            |                                                                                            |
| 2012年 | 君は天然色               | サントリー「金麦糖質75%オフ」CMソング                                   |                                                                                            |
| 2014年 | 337秒間世界一周          | 映画『わたしのハワイの歩きかた』挿入曲                                  |                                                                                            |
| 2015年 | カナリア諸島にて         | SUBARU「WRX S4」CMソング                                                |                                                                                            |
| 2016年 | FUN×4                    | 三井不動産商業マネジメント「三井ショッピングパーク ららぽーと」CMソング |                                                                                            |
| 2020年 | 君は天然色               | テレビアニメ『かくしごと』EDテーマ                                      |                                                                                            |
| 2020年 | 君は天然色               | 映画『私をくいとめて』劇中歌                                            |                                                                                            |
| 2021年 | 君は天然色               | 映画『劇場編集版 かくしごと ーひめごとはなんですかー』EDテーマ          |                                                                                            |
| 2022年 | FUN×4                    | 麒麟麦酒「発酵レモンサワー」CMソング                                    |                                                                                            |
| 2022年 | 夢で逢えたら             | 映画『ぜんぶ、ボクのせい』EDテーマ                                      |                                                                                            |
| 2023年 | 暑さのせい               | 大塚製薬「ポカリスエット」CMソング                                      |                                                                                            |
| 2023年 | 君は天然色               | パラマウントベッド「INTIME」CMソング                                    |                                                                                            |

| 年     | 楽曲                     | タイアップ                              | 備考                                                           |
| ------ | ------------------------ | --------------------------------------- | -------------------------------------------------------------- |
| 1973年 | 若返り                   | リンレイ「リンレイ・ジャック」CMソング  | 歌：ザ・ブレッスン・フォー。                                   |
| 1979年 | ハウス・プリン           | ハウス食品「ハウスプリン」CMソング      | 歌：大場久美子。大瀧が最初に作ったバージョンは却下。           |
| 1980年 | レモンのキッス           | サントリー「サントリーレモン」 CMソング | 歌：アパッチ。ナンシー・シナトラのカバー。アレンジを担当。     |
| 1981年 | UFO                      | 日清食品「UFO」CMソング                 | 歌：広谷順子。アレンジは村松邦男。未使用                       |
| 1981年 | Lemon Shower             | 明治製菓「レモンシャワー」CMソング      | 歌：須藤薫。                                                   |
| 1981年 | 風立ちぬ                 | 江崎グリコ「ポッキー」CMソング          | 歌：松田聖子。作曲・アレンジを担当。CMには松田聖子本人も出演。 |
|        | レッツ・オンド・アゲイン | NTT「サンクスフェアー」                 | 歌：細川たかし。日本語詞を担当。                               |
| 1985年 | バチェラー・ガール       | 横浜ゴム                                | 歌：稲垣潤一。作曲を担当。                                     |
|        | 熱き心に                 | AGF「マキシム」                         | 歌：小林旭。作曲を担当。                                       |
|        | 冬のリヴィエラ           | サントリーギフト                        | 歌：森進一。作曲を担当。                                       |
|        | 夢で逢えたら             | ライオン「クリスタ」                    | 歌：ラッツ&スター。作詞と作曲を担当。                          |
|        | 夢で逢えたら             | ダイハツ工業「ミラジーノ（2代目）」     | 歌：キンモクセイ。                                             |